# Bing Maps Platform

Logo della piattaforma

Bing Maps Platform (in precedenza Microsoft Virtual Earth) è una piattaforma di mappatura geospaziale prodotta dalla Microsoft. 
Essa consente agli sviluppatori di creare applicazioni grazie ai dati di posizione e grazie ai livelli di mappatura geospaziale. L'immagine include campioni prelevati da fotografie satellitari, aeree, aeree a 45° e 3D.
Bing Maps Platform fornisce anche un database di punti di interesse che include una funzionalità di ricerca. Microsoft utilizza la piattaforma Bing Maps per alimentare il suo prodotto Bing Maps.

## Caratteristiche
Le caratteristiche principali della piattaforma Bing Maps includono:
- Immagini basate su foto con funzioni quali Streetside e viste "a volo d'uccello" oblique a 45 gradi (comprese 4 viste con incrementi di 90 gradi) che presentano i dati nel contesto semplificando l'orientamento e la navigazione.
- La capacità di sovrapporre punti dati e livelli standard o personalizzati con temi diversi.
- Geocodifica a livello di edificio per oltre 70 milioni di indirizzi negli Stati Uniti.
- Opzioni di supporto per sviluppatori.
- Set di API disponibili su cui gli sviluppatori possono creare applicazioni.
- Possibilità di incorporare una mappa in una pagina web<div>
     <iframe width="500" height="400" frameborder="0" src="https://www.bing.com/maps/embed?h=400&w=500&cp=45.15126659917004~8.861100196838363&lvl=11&typ=d&sty=r&src=SHELL&FORM=MBEDV8" scrolling="no">
     </iframe>
     <div style="white-space: nowrap; text-align: center; width: 500px; padding: 6px 0;">
        <a id="largeMapLink" target="_blank" href="https://www.bing.com/maps?cp=45.15126659917004~8.861100196838363&amp;sty=r&amp;lvl=11&amp;FORM=MBEDLD">Visualizza mappa più grande</a> &nbsp; | &nbsp;
        <a id="dirMapLink" target="_blank" href="https://www.bing.com/maps/directions?cp=45.15126659917004~8.861100196838363&amp;sty=r&amp;lvl=11&amp;rtp=~pos.45.15126659917004_8.861100196838363____&amp;FORM=MBEDLD">Ottieni indicazioni stradali</a>
    </div>
</div>